# Halowe Mistrzostwa Europy w Lekkoatletyce 1990
XXI Halowe Mistrzostwa Europy odbyły się 3 i 4 marca 1990 w Glasgow w hali Kelvin Hall.

## Wyniki zawodów

### Mężczyźni

#### Konkurencje biegowe
| Konkurencja                           | Złoto                              | Złoto      | Srebro                          | Srebro   | Brąz                           | Brąz     |
| ------------------------------------- | ---------------------------------- | ---------- | ------------------------------- | -------- | ------------------------------ | -------- |
| Bieg na 60 m (szczegóły)              | Linford Christie · Wielka Brytania | 6,56       | Pierfrancesco Pavoni · Włochy   | 6,59     | Jiří Valík · Czechosłowacja    | 6,63     |
| Bieg na 200 m (szczegóły)             | Sandro Floris · Włochy             | 21,01      | Nikołaj Antonow · Bułgaria      | 21,04    | Bruno Marie-Rose · Francja     | 21,28    |
| Bieg na 400 m (szczegóły)             | Norbert Dobeleit · RFN             | 46,08      | Jens Carlowitz · NRD            | 46,09    | Cayetano Cornet · Hiszpania    | 46,91    |
| Bieg na 800 m (szczegóły)             | Tom McKean · Wielka Brytania       | 1:46,22 CR | Tomás de Teresa · Hiszpania     | 1:47,22  | Zbigniew Janus · Polska        | 1:47,37  |
| Bieg na 1500 m (szczegóły)            | Jens-Peter Herold · NRD            | 3:44,39    | Fermín Cacho · Hiszpania        | 3:44,61  | Tony Morrell · Wielka Brytania | 3:44,83  |
| Bieg na 3000 m (szczegóły)            | Eric Dubus · Francja               | 7:53,94    | Jacky Carlier · Francja         | 7:54,75  | Branko Zorko · Jugosławia      | 7:54,77  |
| Bieg na 60 m przez płotki (szczegóły) | Igors Kazanovs · ZSRR              | 7,52       | Tony Jarrett · Wielka Brytania  | 7,58     | Florian Schwarthoff · RFN      | 7,61     |
| Chód na 5000 m (szczegóły)            | Michaił Szczennikow · ZSRR         | 19:00,32   | Giovanni De Benedictis · Włochy | 19:02,90 | Axel Noack · NRD               | 19:08,36 |

#### Konkurencje techniczne
| Konkurencja                | Złoto                       | Złoto | Srebro                    | Srebro | Brąz                                                     | Brąz  |
| -------------------------- | --------------------------- | ----- | ------------------------- | ------ | -------------------------------------------------------- | ----- |
| Skok wzwyż (szczegóły)     | Artur Partyka · Polska      | 2,33  | Arturo Ortiz · Hiszpania  | 2,30   | Dietmar Mögenburg · RFN · Gerd Nagel · RFN               | 2,30  |
| Skok o tyczce (szczegóły)  | Rodion Gataullin · ZSRR     | 5,80  | Grigorij Jegorow · ZSRR   | 5,75   | Thierry Vigneron · Francja · Hermann Fehringer · Austria | 5,70  |
| Skok w dal (szczegóły)     | Dietmar Haaf · RFN          | 8,11  | Emiel Mellaard · Holandia | 8,08   | Robert Emmijan · ZSRR                                    | 8,06  |
| Trójskok (szczegóły)       | Igor Łapszyn · ZSRR         | 17,14 | Oleg Sakirkin · ZSRR      | 16,70  | Tord Henriksson · Szwecja                                | 16,69 |
| Pchnięcie kulą (szczegóły) | Klaus Bodenmüller · Austria | 21,03 | Ulf Timmermann · NRD      | 20,43  | Oliver-Sven Buder · NRD                                  | 20,20 |

### Kobiety

#### Konkurencje biegowe
| Konkurencja                           | Złoto                      | Złoto       | Srebro                        | Srebro   | Brąz                             | Brąz     |
| ------------------------------------- | -------------------------- | ----------- | ----------------------------- | -------- | -------------------------------- | -------- |
| Bieg na 60 m (szczegóły)              | Ulrike Sarvari · RFN       | 7,10        | Laurence Bily · Francja       | 7,13     | Nelli Fiere-Cooman · Holandia    | 7,14     |
| Bieg na 200 m (szczegóły)             | Ulrike Sarvari · RFN       | 22,96       | Natalja Kowtun · ZSRR         | 23,01    | Galina Malczugina · ZSRR         | 23,04    |
| Bieg na 400 m (szczegóły)             | Marina Szmonina · ZSRR     | 51,22       | Iolanda Oanţă · Rumunia       | 52,22    | Judit Forgács · Węgry            | 53,02    |
| Bieg na 800 m (szczegóły)             | Lubow Gurina · ZSRR        | 2:01,63     | Sabine Zwiener · RFN          | 2:02,22  | Lorraine Baker · Wielka Brytania | 2:02,42  |
| Bieg na 1500 m (szczegóły)            | Doina Melinte · Rumunia    | 4:09,73     | Sandra Gasser · Szwajcaria    | 4:10,13  | Violeta Beclea · Rumunia         | 4:10,44  |
| Bieg na 3000 m (szczegóły)            | Elly van Hulst · Holandia  | 8:57,28     | Margareta Keszeg · Rumunia    | 8:57,50  | Andrea Hamann · NRD              | 9:00,31  |
| Bieg na 60 m przez płotki (szczegóły) | Ludmiła Narożylenko · ZSRR | 7,74 CR     | Monique Ewanje-Epée · Francja | 7,84     | Michaela Pogăcean · Rumunia      | 7,99     |
| Chód na 3000 m (szczegóły)            | Beate Anders · NRD         | 11:59,36 WR | Ileana Salvador · Włochy      | 12:18,84 | Annarita Sidoti · Włochy         | 12:27,94 |

#### Konkurencje techniczne
| Konkurencja                | Złoto                     | Złoto | Srebro                  | Srebro | Brąz                      | Brąz  |
| -------------------------- | ------------------------- | ----- | ----------------------- | ------ | ------------------------- | ----- |
| Skok wzwyż (szczegóły)     | Heike Henkel · RFN        | 2,00  | Britta Vörös · NRD      | 1,94   | Galina Astafei · Rumunia  | 1,94  |
| Skok w dal (szczegóły)     | Galina Czistiakowa · ZSRR | 6,85  | Ołena Kokonowa · ZSRR   | 6,74   | Helga Radtke · NRD        | 6,66  |
| Skok w dal (szczegóły)     | Galina Czistiakowa · ZSRR | 14,14 | Helga Radtke · NRD      | 13,63  | Ana Oliveira · Portugalia | 13,44 |
| Pchnięcie kulą (szczegóły) | Claudia Losch · RFN       | 20,64 | Natalia Lisowska · ZSRR | 20,35  | Grit Hammer · NRD         | 19,53 |

## Klasyfikacja medalowa
| Pozycja | Państwo         | Złoto | Srebro | Brąz | Razem |
| ------- | --------------- | ----- | ------ | ---- | ----- |
| 1.      | ZSRR            | 9     | 5      | 2    | 16    |
| 2.      | RFN             | 6     | 1      | 3    | 10    |
| 3.      | NRD             | 2     | 4      | 5    | 11    |
| 4.      | Wielka Brytania | 2     | 1      | 2    | 5     |
| 5.      | Francja         | 1     | 3      | 2    | 6     |
| 6.      | Włochy          | 1     | 3      | 1    | 5     |
| 7.      | Rumunia         | 1     | 2      | 3    | 6     |
| 8.      | Holandia        | 1     | 1      | 1    | 3     |
| 9.      | Austria         | 1     | 0      | 1    | 2     |
| 9.      | Polska          | 1     | 0      | 1    | 2     |
| 11.     | Hiszpania       | 0     | 3      | 1    | 4     |
| 12.     | Bułgaria        | 0     | 1      | 0    | 1     |
| 12.     | Szwajcaria      | 0     | 1      | 0    | 1     |
| 14.     | Czechosłowacja  | 0     | 0      | 1    | 1     |
| 14.     | Jugosławia      | 0     | 0      | 1    | 1     |
| 14.     | Portugalia      | 0     | 0      | 1    | 1     |
| 14.     | Szwecja         | 0     | 0      | 1    | 1     |
| 14.     | Węgry           | 0     | 0      | 1    | 1     |

## Objaśnienia skrótów
- WR – rekord świata
- CR – rekord mistrzostw Europy